# Jinlong (köping i Kina, Guangxi)
Jinlong (kinesiska: 金龙镇, 金龙) är en köping i Kina. Den ligger i den autonoma regionen Guangxi, i den södra delen av landet, omkring 150 kilometer väster om regionhuvudstaden Nanning. Antalet invånare är 18365. Befolkningen består av 9 340 kvinnor och 9 025 män. Barn under 15 år utgör 19,0 %, vuxna 15-64 år 66 %, och äldre över 65 år 14,0 %.
Genomsnittlig årsnederbörd är 1 793 millimeter. Den regnigaste månaden är juni, med i genomsnitt 329 mm nederbörd, och den torraste är februari, med 25 mm nederbörd.